# 東條藩
東條藩（日语：／ Tojō-han */?）是日本安房國長狹郡東條的藩，元和6年（1620年）9月創藩，元祿5年2月7日（1692年3月24日）轉移至下野國都賀郡上田而改稱為上田藩（日语：／ Kamida-han */?），元祿6年12月9日（1694年1月4日）廢藩，石高是10,000石，東條藩時期江戶藩邸上屋敷位於永田町二丁目。

## 歷史
元和6年（1620年）9月，原本在下總國生實領有5,000石的西鄉正員獲加增5,000石，領地根據《東條藩領知目錄》記載是安房國朝夷郡19村約6,903石和長狹郡4村約3,095石，《寬文印知》則是朝夷郡19村約6,894石和長狹郡4村約3,106石。陣屋根據《寬政重修諸家譜》記載設於長狹郡東條。寬永4年（1624年），他出任大坂加番。寬永9年2月14日（1632年4月3日），他在德川秀忠死後獲賜銀300枚。寬永11年（1634年），他再次擔任大坂加番。
寬永15年12月22日（1639年1月25日），正員之子西鄉延員繼位。寬永17年（1640年），他奉命駐守下總國佐倉城直至寬永19年4月23日（1642年5月21日），翌年首次赴任東條。寬永21年5月11日（1644年6月15日）、慶安元年7月16日（1648年9月3日）、明曆4年3月26日（1658年4月28日）和寬文3年6月7日（1663年7月11日），他先後獲任命為大坂加番。天和元年10月26日（1681年12月5日），他奉命駐守駿河國田中城。貞享5年7月29日（1688年8月24日），原本以西鄉茂員為養子的延員改以肥前大村藩藩主大村純長五子為養子，即西鄉壽員。
元祿3年12月25日（1691年1月23日），延員致仕，由壽員繼任為藩主。元祿5年2月7日（1692年3月24日），壽員轉封至下野國都賀郡、河內郡和芳賀郡，陣屋設於都賀郡上田。同年5月，原本獲評為名君的延員由於年老而變得品行不良，本來打算交由別人看管，不過考慮到壽員是小姓，因此最終下令延員蟄居於上田。元祿6年11月13日（1693年12月9日），壽員也由於工作表現不佳而改任為中奧小姓。同年12月9日（1694年1月4日），他被指反省不足而遭到減封5,000石，上田藩就此廢藩。元祿11年3月7日（1698年4月17日），壽員轉封至近江國野洲郡、淺井郡、坂田郡和甲賀郡，上田藩的舊領地則變為旗本板倉氏的領地。

## 歷任藩主
| 家名   | 家格      | 名稱     | 石高     | 領地                                               |
| ------ | --------- | -------- | -------- | -------------------------------------------------- |
| 西鄉家 | 譜代 陣屋 | 西鄉正員 | 10,000石 | 安房國朝夷郡和長狹郡                               |
| 西鄉家 | 譜代 陣屋 | 西鄉延員 | 10,000石 | 安房國朝夷郡和長狹郡                               |
| 西鄉家 | 譜代 陣屋 | 西鄉壽員 | 10,000石 | 安房國朝夷郡和長狹郡↓ 下野國都賀郡、河內郡和芳賀郡 |

## 領地
| 令制國 | 郡     | 領地 |
| ------ | ------ | --- |
| 安房國 | 朝夷郡 | 御子神村、石堂原村、石堂村、珠師谷村、小戶村、五十藏村、磑森村、瀧野原村、小向村、三原村、小川村、柴村、花薗村、真門村、內遠野村、沼村、岩糸村、西原村、川谷村 |
| 安房國 | 長狹郡 | 內浦村、天津村、東條村、粟斗村 |

## 註解
1. ↑  現行對應地名如下：
  - 東條現為千葉縣鴨川市東町、西町、和泉和廣場（日语：東条村 (千葉県安房郡)）[1]。
  - 上田現為栃木縣下都賀郡壬生町上田（日语：南犬飼村）[2]。
2. ↑  永田町二丁目現為東京都千代田區永田町2丁目[4]。
3. ↑  生實現為千葉縣千葉市中央區大巖寺町（日语：大巌寺町）一帶[1]。